# Claudio Muller
Claudio Muller (* 26. April 1992 in Tolmezzo) ist ein ehemaliger italienischer Skilangläufer.

## Werdegang
Muller gab im Februar 2010 in Forni di Sopra sein Debüt im Alpencup und belegte dort Rang 116 im Sprint sowie Platz 120 über 10 km klassisch. Seine erste Punkteplatzierung erreichte er im März 2013 mit Platz 25 bei 30-km-Freistil-Massenstartrennen am Campo Carlo Magno. Im Februar 2014 startet Muller in Toblach erstmals im Weltcup, wo er Platz 57 über 15 km klassisch und Rang 73 im Sprint erreichte. Im März 2014 erzielte er als Dritter des Sprints in Rogla seine erste Podiumsplatzierung im Alpencup. Im Februar 2015 gewann Muller den Alpencup-Sprint in Campra und wurde Zweiter beim Sprint in Rogla. Seinen nächsten Weltcupeinsatz hatte er im Januar 2016 in Nové Město, wo Muller über 15 km Freistil Platz 67 belegte. Im Februar 2019 siegte er beim Alpencup in Planica im Sprint und errang bei den nordischen Skiweltmeisterschaften in Seefeld in Tirol den 39. Platz im Sprint. Zudem erreichte er in Cogne bei seiner letzten Weltcupteilnahme mit dem 33. Platz im Sprint seine beste Platzierung im Weltcupeinzel.

## Persönliches
Muller wohnt in Tarvis und startete dort für den Sci Club Weissenfels. Er wurde 2011 zum Sportler des Jahres in Tarvis gewählt.

## Siege bei Continental-Cup-Rennen
| Nr. | Datum            | Ort     | Disziplin              | Serie    |
| --- | ---------------- | ------- | ---------------------- | -------- |
| 1.  | 20. Februar 2015 | Campra  | 1,4 km Sprint Freistil | Alpencup |
| 2.  | 8. Februar 2019  | Planica | 1,4 km Sprint Freistil | Alpencup |